# 1400 Tirela
1400 Tirela è un asteroide della fascia principale. Scoperto nel 1936, presenta un'orbita caratterizzata da un semiasse maggiore pari a 3,1206433 UA e da un'eccentricità di 0,2369276, inclinata di 15,54865° rispetto all'eclittica.
L'asteroide è stato dedicato a Charles Tirel, un amico dello scopritore.